# چرخ (فیلم ۲۰۰۵)
چرخ 
(به تلوگویی: Chakram) (به انگلیسی: Wheel) فیلمی هندی محصول سال ۲۰۰۵ و به کارگردانی کریشنا وامسی است. در این فیلم بازیگرانی همچون پرابهاس، آسین، چارمی کائور، پراکاش راج، اورواشی و راجیالکشمی ایفای نقش کرده‌اند.